# جرج استیگلر
جرج جوزف استیگلر (به انگلیسی: George Stigler)
(۱۷ ژانویه ۱۹۱۱ – ۱ دسامبر ۱۹۹۱) اقتصاددان آمریکایی بود که در سال ۱۹۸۲ موفق به دریافت جایزه نوبل در اقتصاد شد.